# Itaporanga d'Ajuda
Itaporanga d'Ajuda é um município brasileiro do estado de Sergipe. Localiza-se no leste do estado. É a décima segunda maior cidade de Sergipe em população.

## Topônimo

Do tupi itá (pedra), + porang (bonito) + o sufixo -a, formando o que na gramática do tupi é conhecido como uma composição atributiva. O -a ao final é o sufixo substantivador, e não faz parte do adjetivo porang.

"Itaporanga" é um termo de origem tupi que significa "pedra bonita", pela junção de itá (pedra) e poranga (bonita). "D'Ajuda" é uma referência à padroeira da cidade, Nossa Senhora da Ajuda.

## História
Por volta do ano 1000, a maior parte do atual litoral brasileiro foi invadida por povos de língua tupi procedentes da Amazônia. Esses povos expulsaram os habitantes anteriores, falantes de línguas do tronco linguístico macro-jê, para o interior. No século XVI, quando os primeiros exploradores europeus chegaram ao atual litoral sergipano, encontram-no habitado por um desses povos tupis: os tupinambás.
Mais especificamente, os tupinambás da região de Itaporanga d'Ajuda eram liderados, nessa época, pelo chefe Surubi. Na segunda metade do século XVI, o padre jesuíta Gaspar Lourenço fundou uma aldeia de catequese, a Povoação de Santo Inácio, na margem direita do rio Vaza-Barris. No ano seguinte, porém, a aldeia foi extinta por causa de lutas entre os tupinambás e os portugueses.  A partir de 1590, a região passou a pertencer à cidade de São Cristóvão e as suas terras começaram a ser doadas sob a forma de sesmarias. Devido à hostilidade indígena, no entanto, houve pouca ocupação portuguesa, à exceção da região de Santo Antônio dos Campos do Tejupeba, onde havia uma missão jesuítica. Em 1753, Francisco de Sá Souto Maior começou a ocupar as terras da região e montou o engenho Itaporanga. Os índios se refugiaram na aldeia de Água Azeda. No final desse século, já existiam dez engenhos na região. Sua produção era escoada através de portos no rio Vaza-Barris. Em 30 de janeiro de 1845, a região foi transformada em freguesia sob a invocação de Nossa Senhora da Ajuda. Em 10 de maio de 1854, passou a vila com o nome de Itaporanga. Em 28 de março de 1938, passou à condição de cidade. Em 1944, para evitar a duplicidade de nome com outras cidades homônimas, mudou seu nome para Irapiranga. Em 1 de janeiro de 1949, mudou seu nome para Itaporanga d'Ajuda e adquiriu a condição de comarca.

## Geografia
A sede do município de Itaporanga d'Ajuda está localizada às margens do rio Vaza-Barris, que a separa do município de São Cristóvão, a uma latitude 10º59'53" sul e a uma longitude 37º18'38" oeste, estando a uma altitude de 9 metros. Sua população em 2010 era de 30 419 habitantes.

## Localidades

### Urbanas
- Alto do Coelho
- Bica
- Centro
- COHAB
- Major Marcolino
- Loteamento Pérola
- Loteamento Santo Antônio
- Residencial Itaporanga
- Residencial José Sobral Garcez

### Rurais
- Água Boa
- Água Bonita
- Alto da Bela Vista (Coruja)
- Araticum (Bodega Nova)
- Assentamentos: 8 de março, Bom Jesus, Darcy Ribeiro, Dom Helder, Dorcelina Folador, Mochila, São João, Sonho de Rose, Vitória da Conquista
- Arauazinho
- Caibros
- Camaçari-Mirim
- Campos
- Caueira
- Chã
- Colônia Riachinho
- Colônia Sapé
- Colônia Tejupeba
- Costa do Pau d'Arco
- Duro
- Estancinha
- Gravatá
- Ilha Mem de Sá
- Ipanema
- Josias
- Ladeira
- Língua de Vaca
- Mata do Ipanema
- Minante
- Moita Formosa
- Morena
- Nó Cego
- Nova Descoberta
- Ouro Fino
- Pariporé
- Paruí
- Rio Fundo do Arame
- Rio Fundo do Abaís 2
- Rio Fundo da Cachoeira
- Rio Fundo do Félix
- Rio Fundo do Ponto
- Rio Fundo do São José
- Saco
- Salvador
- Salvadorzinho
- Sapé
- Taboca
- Tapera
- Telha
- Timbó
- Tinga
- Várzea Grande
- Várzea Verde
- Xindubinha 1 e 2

## Acesso
Rodoviário
- BR-101 – sentido Sul/Norte

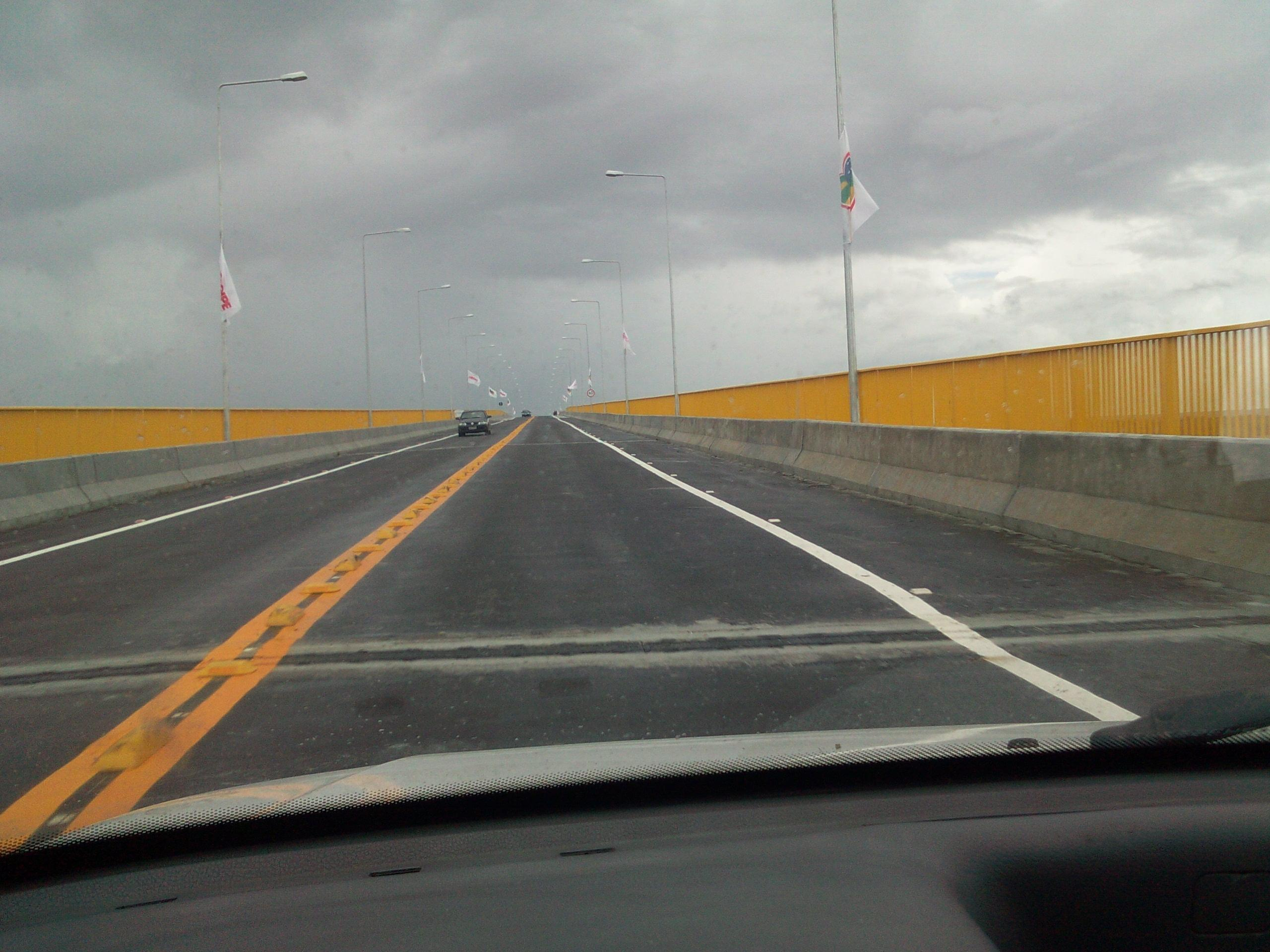
Ponte Joel Silveira

- SE-100 – estrada que liga a capital Aracaju a Praia da Caueira. Em 2010, foi inaugurada a ponte Joel Silveira, com 1 080 metros. Com essa ponte, a viagem até Salvador será encurtada em até 70 quilômetros. Após a construção da ponte em Indiaroba, será criada a Linha Verde entre essas duas capitais.
- SE-265 - Rodovia Arnaldo Garcez - Liga Itaporanga a Lagarto, passando pelos povoados Sapé, Gravatá e povoado Brasília, já no município de Lagarto.

As empresas de ônibus que atuam no município são: Coopertalse e Coopetaju, que ligam Aracaju, na modalidade suburbana. São Geraldo, Gontijo, Nacional, Itapemirim, entre outras, ligam Itaporanga a várias capitais do país, como São Paulo, Rio de Janeiro, Curitiba, Palmas, entre outras.
Ferroviário
A cidade é cortada por uma linha férrea denominada Linha Norte da Viação Férrea Federal Leste Brasileiro (VFFLB) que, há muitos anos, já foi utilizada para o transporte de passageiros, mas que, nos dias atuais, não tem sido utilizada e era subutilizada para transporte de produtos químicos da Petrobras e da Vale. Essa ferrovia, que liga Itaporanga às cidades de Propriá, Aracaju e Alagoinhas, fez parte da Superintendência Regional Salvador (SR-7) da Rede Ferroviária Federal (RFFSA) e hoje se encontra concedida à Ferrovia Centro-Atlântica (FCA).
Aéreo
Aeroporto Internacional de Aracaju - Santa Maria, em Aracaju, a 41,5 quilômetros de distância.

## Turismo
Entre as muitas opções de lazer do Município, estão a Praia da Caueira,onde ocorrem os eventos oficiais de carnaval com trios elétricos, a Praia do Coqueirinho e a Ilha de Mem de Sá. No mês de junho ocorrem diversos eventos alusivos ao São João como o Samba de Cuíca do povoado Tapera, o concurso municipal de quadrilhas juninas, o circuito de cavalgadas que se estende até agosto e os shows de artistas locais e nacionais que ocorrem no forródromo municipal.